# Blush (ballet)
Pour les articles homonymes, voir Blush.
Blush est un ballet de danse contemporaine du chorégraphe belge Wim Vandekeybus créé en 2002 pour dix danseurs de la compagnie Ultima Vez qui fut particulièrement important quant à son originalité et à la « symbiose » opérée entre la danse sur scène et les vidéos l'accompagnant.

## Historique
Blush marque une importante étape dans la carrière de Win Vandekeybus tant au travers des conditions de sa création – avec un nouveau groupe de danseurs et dans un nouvel espace artistique : le Bottelarij à Molenbeek-Saint-Jean – que pour l'écriture de cette pièce qui mêle intimement danse, musique et vidéo décloisonnant les trois disciplines pour réaliser un spectacle total,. Son travail de vidéaste déjà amorcé dans de courtes pièces prend dans Blush une dimension nettement plus importante avec une réelle fusion de scènes dansées sur scènes et des vidéos raccords projetées sur un écran, par ailleurs fendu verticalement d'où entrent et sortent les interprètes en fonction des images, passant de l'immédiateté réelle de la scène au film, souvent aquatique, dans un continum original.
Par ailleurs, le chorégraphe a demandé au musicien de country alternative, David Eugene Edwards ex-leader de 16 Horsepower et venant alors de créer pour l'occasion le groupe Wovenhand avec le batteur Ordy Garrison, de composer une musique originale pour le spectacle, intitulée elle aussi Blush Music et adaptée de l'album homonyme, qui sera tout particulièrement remarquée,, et lancera une nouvelle formation associée au mouvement du Denver Sound. Leur rencontre s'est faite à l'occasion d'un concert et la réalisation de la musique originale du spectacle fut réalisée en deux mois. Wovenhand interpréta la musique sur scène pour un certain nombre de représentations.
La création a eu lieu à Bruxelles le 24 septembre 2002 et le spectacle est produit en tournée internationale durant plus de deux ans avec plus de 150 représentations jouées au total,.
Ce travail sur l'interaction entre la danse et le cinéma aboutira à une version complètement originale et distanciée du spectacle, réalisée dans un film à part entière réalisé par Wim Vandekeybus et intitulé Blush. Tourné en 2004 principalement en Corse, ce film est sorti sur les écrans le 8 février 2005 au Centre Pompidou et remporte de nombreux prix dans des festivals internationaux.

## Accueil critique
La réception critique de la pièce fut immédiatement positive et unanime, notamment grâce à la force et la complémentarité des vidéos et de la danse qui furent qualifiées de « symbiose si forte, si nécessaire », où « rien n'est superflu, et où tout vient ensemble, créant une avalanche d'images, chacune plus forte que la précédente ». Cette originalité d'utilisation des images vidéos dans des films en « parfaite osmose » avec le spectacle sur scène, et non juxtaposés à la danse, constitue par ailleurs une grande première dans le domaine de la danse contemporaine laissant le « spectateur subjugué ». De même, la musique de David Eugene Edwards ne fut pas jugée comme un « simple soutien à la danse mais comme un véritable pilier du spectacle ».

## Fiche technique
- Chorégraphie : Wim Vandekeybus
- Danseurs à la création : 10 danseurs d'Ultima Vez : Laura Aris Alvarez, Elena Fokina, Jozef Frucek, Ina Geerts, Robert M. Hayden, German Jauregui Allue, Linda Kapetanea, Thi-Mai Nguyen, Thomas Steyaert, et Wim Vandekeybus[7]
- Vidéographie : Wim Vandekeybus
- Musique : Album Blush Music de Wovenhand composé de David Eugene Edwards, Ordy Garrison et Daniel MacMahon
- Textes : Peter Verhelst et Ultima Vez
- Scénographie : Wim Vandekeybus et Ralf Nonn (lumières)
- Costumes : Isabelle Lhoas
- Production : Ultima Vez, KVS/de bottelarij en collaboration avec le Théâtre de la Ville à Paris, Le Maillon à Strasbourg, le Teatro Comunale de Ferrare, et le PACT Zollverein/Choreographisches Zentrum NRW de Essen
- Première : 24 septembre 2002 au KVS/de bottelarij de Bruxelles[7]
- Représentations : plus de 150[2]
- Durée : 120 minutes